# Ruben Knab
Ruben Knab (19 de fevereiro de 1988) é um remador neerlandês.

## Carreira
Em 2008, Knab terminou em nono lugar no campeonato mundial para neo-sêniores na oitava prova de remo com timoneiro. Em 2011, ele terminou em quarto lugar nas competições da Copa do Mundo em Munique, no mesmo evento. Em 2014, Knab venceu o Varsity. No Campeonato Europeu de 2022 em Munique, Knab ganhou a prata no quatro sem.
Nos Jogos Olímpicos de Verão de 2024, em Paris, conquistou a medalha de prata na competição do oito com masculino ao lado de Ralf Rienks, Olav Molenaar, Sander de Graaf, Gert-Jan van Doorn, Jacob van de Kerkhof, Jan van der Bij, Mick Makker e Dieuwke Fetter, com o tempo de 5:23.92.